# کانی کبودمران
کانی کبودمران، روستایی از توابع بخش کرفتو شهرستان دیواندره در استان کردستان ایران است.

## جمعیت
این روستا در دهستان اوباتو قرار دارد و براساس سرشماری مرکز آمار ایران در سال ۱۳۸۵، جمعیت آن ۱۹۶ نفر (۴۱خانوار) بوده‌است.